# Теорема Штейнера — Лемуса

— рівнобедрений

Теорема Штейнера-Лемуса в елементарній геометрії була сформульована Крістіаном Лемусом та згодом доведена Якобом Штейнером.
Будь-який трикутник з двома рівними бісектрисами є рівнобедреним.
Теорема вперше була сформульована 1840 року в листі К. Лемуса Жаку Штурму, в якому він питав про чисто геометричне доведення. Штурм передав запитання до інших математиків, серед яких одному з перших знайти доведення вдалося Якобу Штейнеру. Теорема стала популярною в елементарній геометрії, відтоді як почалися часті публікації про неї.

## Доведення
У 1963 році журнал American Mathematical Monthly оголосив конкурс на найкраще доведення теореми. Було надіслано багато доведень, серед яких виявилися цікаві та невідомі раніше. Одне з найкращих, на думку редакції, наведене в книзі Г. С. М. Коксетера та С. П. Грейтцера «Нові зустрічі з геометрією [Архівовано 2 травня 2016 у Wayback Machine.]» та використовує метод від супротивного, надалі розглядаючи одне коло чотирьох точок.
У радянській літературі поширене доведення, засноване на такій ознаці рівності трикутників: якщо сторона, протилежний їй кут та бісектриса цього кута одного трикутника дорівнюють відповідним елементам іншого трикутника, то такі трикутники рівні.